# Нуччи, Лаура
Лаура Нуччи (настоящее имя Мария Лаура Лодовичи; 26 февраля 1913 — 10 января 1994 Рим) — итальянская актриса, активно работала в кино и на телевидении.

## Биография
Сестра режиссёра и театрального актёра Карло Лодовичи. Начала карьеру с сотрудничества с кинорежиссёром Алессандро Блазетти, снималась во многих его фильмах, часто в амплуа антагониста или в образе «роковой женщины», к которому возвращалась и в дальнейшем.
Во время немецкой оккупации Рима в 1943—1944 годах была близкой подругой капитана гестапо Эриха Прибке.
В 1981 году сыграла роль Иды в комедии Массимо Троизи Ricomincio da tre.
На телевидении в 1957 году присоединилась к актёрскому составу сериала «Гордость и предубеждение» режиссёра Даниэле Д’Анцы.

## Фильмография
- Palio, Алессандро Блазетти (1930)
- Un cattivo soggetto, Карло Людовико Брагалия (1933)
- Non sono gelosa, Карло Людовико Брагалия (1933)
- L’impiegata di papà, Алессандро Блазетти (1934)
- 1860, Алессандро Блазетти (1934)
- Luci sommerse, Адельки Мильяр (1934)
- Freccia d’oro, Пьеро Баллерини, Коррадо Д’Эррико (1935)
- Cléo, robes et manteaux, Нунцо Маласомма (1935)
- La danza delle lancette, Марио Баффико (1936)
- Ballerine, Густав Махаты (1936)
- Un bacio a fior d’acqua, Джузеппе Джурино (1936)
- Condottieri, Луис Тренкер (1937)
- L’ultimo scugnizzo, Дженнаро Ригелли (1938)
- Il suo destino, Энрико Гуаццони (1938)
- Eravamo sette vedove, Марио Маттоли (1939)
- La voce senza volto, Дженнаро Ригелли (1939)
- Belle o brutte si sposan tutte…, Карло Людовико Брагалия (1939)
- Diamanti, Коррадо Д’Эррико (1939)
- Il cavaliere di San Marco, Дженнаро Ригелли (1939)
- Il barone di Corbò, Дженнаро Ригелли (1939)
- Piccolo hotel, Пьеро Баллерини (1939)
- La mia canzone al vento, Гвидо Бриноне (1939)
- Cantate con me! Гвидо Бриноне (1940)
- Giuliano de' Medici, Ладислао Вайда (1941)
- Arriviamo noi!, Амлето Палерми (1942)
- La signorina, Ладислао Киш (1942)
- Fra' Diavolo, Луиджи Дзампа (1942)
- Rita da Cascia, Антонио Леонвиола (1943)
- Ripudiata, Джорджио Вальтер Чили (1954)
- La rivale, Антон Джулио Майано (1955)
- I calunniatori, Франко Кирино (1956)
- Terrore sulla città, Антон Джулио Майано (1956)
- La chiamavano Capinera…, Пьеро Регноли (1957)
- La cambiale, Камило Мастрочинкве (1959)
- Esterina, Карло Лиццани (1959)
- Caterina Sforza, la Leonessa di Romagna, Джорджио Вальтер Чили (1959)
- I fratelli còrsi, Антон Джулио Майано (1961)
- Letto di sabbia, Альбино Принципе (1962)
- Un alibi per morire, Роберто Бьянчи Монтеро (1962)
- Quel nostro impossibile amore, Альфонсо Бальказар (1962)
- La cieca di Sorrento, Ник Ностро (1963)
- Oro per i Cesari, Риккардо Фреда (1963)
- I lunghi capelli della morte, Антони Доусон (1964)
- Anthar l’invincibile, Антони Доусон (1964)
- Ramon il messicano, Маурицио Предо(1966)
- A ciascuno il suo, Элио Петри (1967)
- Odissea, Франко Росси (1969)
- Solamente nero, Антонио Бидо (1978)
- Suor Omicidi, Джулио Беррути (1979)
- Ricomincio da tre, Массимо Троизи (1981)
- Colpire al cuore, Джанни Амелио (1982)
- Fratelli d’Italia, Нери Паренти (1989)

## Телекомпания RAI
- Сердце и мир, Лоренцо Руджи, с Альдо Сильвани, Эви Мальталиати, Лолой Браччини, Паоло Феррари, Адрианой Асти, Фульвией Мамми, Лаура Нуччи, Витторио Дузе, Риной Франчетти, Анной Маэстри, режиссёр Марио Ланди, трансляция в среду, 18 ноября 1959.